# Serenata para instrumentos de viento (Dvořák)
Serenata para instrumentos de viento, violonchelo y contrabajo en re menor (en checo: Serenáda pro dechové nástroje d moll), op. 44, B. 77, es una composición de cámara del compositor checo Antonín Dvořák. La obra está dedicada al crítico musical y compositor Louis Ehlert, que alabó las Danzas eslavas en la prensa alemana.
Fue compuesta en 1878, poco después del estreno de la ópera Šelma sedlák, una de las quince composiciones que presentó para el estipendio del Estado de Austria. La obra se escuchó por primera vez el 17 de noviembre de 1878 en un concierto con obras solo de Dvořák, con la orquesta del Teatro Provisional de Praga (en checo: Prozatímní). La composición fue interpretada bajo la batuta del compositor.
La Serenata evoca la atmósfera del Viejo Mundo de las actuaciones musicales en los castillos del período rococó, donde confluyeron los mundos de la aristocracia y la plebe. Está compuesto en un estilo 'eslavo' (poco antes de las danzas eslavas ), aunque no cita canciones populares directamente; y la parte central del segundo movimiento contiene ritmos que recuerdan a la danza furiant.

## Estructura
La obra consta de cuatro movimientos:
1. Moderato, quasi marcia
2. Minuetto. Tempo di minuetto
3. Andante con moto
4. Finale. Allegro molto

La serenata está instrumentada para dos oboes, dos clarinetes, dos fagotes y para tres trompas Posteriormente, el compositor añadió partes para violonchelo y contrabajo para realzar la fuerza de la línea del bajo. La parte para contrafagot es ad libitium, ya que en la época de Dvořák no era fácil obtener este instrumento inusual.

## Grabaciones seleccionadas
- Dvořák: Serenades in E major and in D minor. Supraphon (SU 3776-2 011). Czech Philharmonic Wind Ensemble